# Agustín Pereira
Pablo Agustín Pereira Castelnoble (Montevideo, 24 marzo 2001) è un calciatore uruguaiano, difensore del Racing Montevideo.

## Biografia
È fratello minore di Federico Pereira, a sua volta calciatore professionista.

## Caratteristiche tecniche
Gioca come terzino destro.

## Carriera
Pereira è cresciuto nel settore giovanile del Racing Montevideo, dove ha debuttato il 23 novembre 2021 nell'incontro di Segunda División vinto 3-1 contro la Juventud. Ha segnato il suo primo gol la stagione seguente, il 22 maggio 2022, nel successo per 2-0 sul Progreso.

## Statistiche

### Presenze e reti nei club
Statistiche aggiornate al 3 maggio 2024.
| Stagione        | Squadra           | Campionato      | Campionato | Campionato | Coppe nazionali | Coppe nazionali | Coppe nazionali | Coppe continentali | Coppe continentali | Coppe continentali | Altre coppe | Altre coppe | Altre coppe | Totale | Totale | Totale |
| Stagione        | Squadra           | Comp            | Pres       | Reti       | Comp            | Pres            | Reti            | Comp               | Pres               | Reti               | Comp        | Pres        | Reti        | Pres   | Reti   |        |
| --------------- | ----------------- | --------------- | ---------- | ---------- | --------------- | --------------- | --------------- | ------------------ | ------------------ | ------------------ | ----------- | ----------- | ----------- | ------ | ------ | ------ |
| 2021            | Racing Montevideo | SD              | 3          | 0          |                 | -               | -               |                    | -                  | -                  |             | -           | -           | 3      | 0      |        |
| 2022            | Racing Montevideo | SD              | 22         | 1          | CU              | 3               | 0               |                    | -                  | -                  |             | -           | -           | 25     | 1      |        |
| 2023            | Racing Montevideo | PD              | 32         | 3          | CU              | 1               | 0               |                    | -                  | -                  |             | -           | -           | 33     | 3      |        |
| 2024            | Racing Montevideo | PD              | 7          | 1          | CU              | 0               | 0               | CS                 | 4                  | 0                  |             | -           | -           | 11     | 1      |        |
| Totale carriera | Totale carriera   | Totale carriera | 64         | 5          |                 | 4               | 0               |                    | 4                  | 0                  |             | -           | -           | 72     | 5      |        |